# Beaumontel
Beaumontel est une commune française située dans le département de l'Eure, en région Normandie. Ses habitants sont les Beaumonteloises et les Beaumontelois.

## Géographie

### Localisation
La commune de Beaumontel est située dans la vallée de la Risle, enclavée entre le plateau du Neubourg et la forêt de Beaumont-le-Roger, dans le pays d'Ouche.
Elle est située à 130 km de Paris, 30 km d'Évreux et enfin à 15 km de Bernay.
| Launay            | Goupillières, Le Tilleul-Othon |                  |
| Beaumont-le-Roger | Beaumontel                     | Bray             |
| Beaumont-le-Roger | Beaumont-le-Roger, Barc        | Le Tilleul-Othon |

### Voies de communication et transports
La commune de Beaumontel est traversée par la ligne Paris-Cherbourg, qui longe la route départementale 133, la gare la plus proche étant celle de Beaumont-le-Roger.

### Hydrographie
La commune est située dans le bassin Seine-Normandie. Elle est drainée par la Risle, la Bave, la Georgette, des bras de la Risle et divers autres petits cours d'eau,.
La Risle, d'une longueur de 145 km, prend sa source dans la commune de Planches et se jette  dans la Seine à Berville-sur-Mer, après avoir traversé 52 communes.

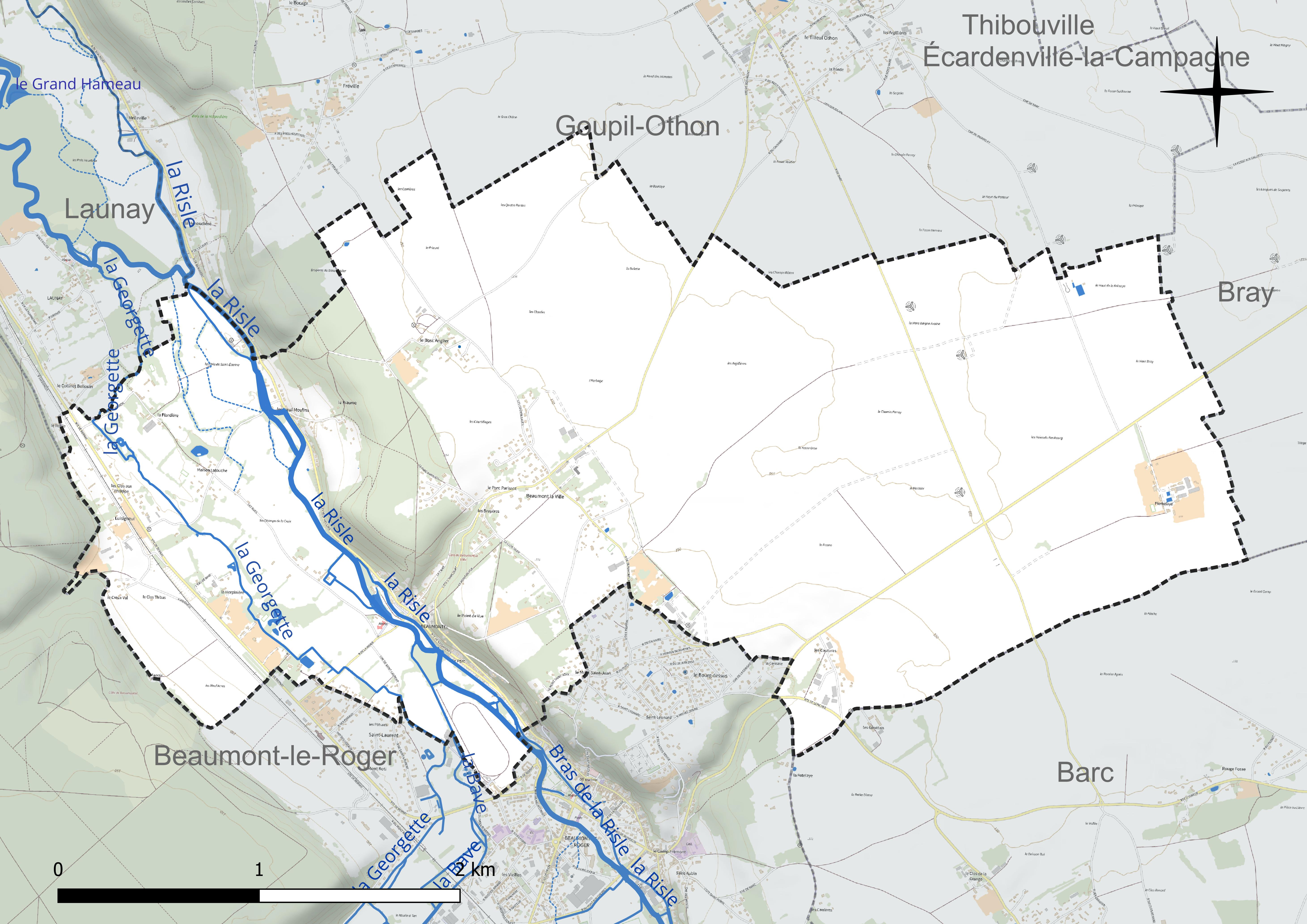
Réseau hydrographique de Beaumontel.

La Bave, d'une longueur de 12 km, prend sa source dans la commune du Noyer-en-Ouche et se jette  dans la Risle sur la commune, après avoir traversé quatre communes.

### Climat
Pour des articles plus généraux, voir Climat de la Normandie et Climat de l'Eure.
En 2010, le climat de la commune est de type climat océanique dégradé des plaines du Centre et du Nord, selon une étude du CNRS s'appuyant sur une série de données couvrant la période 1971-2000. En 2020, Météo-France publie une typologie des climats de la France métropolitaine dans laquelle la commune est exposée à un climat océanique et est dans la région climatique  Côtes de la Manche orientale, caractérisée par un faible ensoleillement (1 550 h/an) ; forte humidité de l’air (plus de 20 h/jour avec humidité relative > 80 % en hiver), vents forts fréquents. Parallèlement le GIEC normand, un groupe régional d’experts sur le climat, différencie quant à lui, dans une étude de 2020, trois grands types de climats pour la région Normandie, nuancés à une échelle plus fine par les facteurs géographiques locaux. La commune est, selon ce zonage, exposée à un « climat contrasté des collines », correspondant au Pays d’Auge, Lieuvin et Roumois, moins directement soumis aux flux océaniques et connaissant toutefois des précipitations assez marquées en raison des reliefs collinaires qui favorisent leur formation.
Pour la période 1971-2000, la température annuelle moyenne est de 10,3 °C, avec  une amplitude thermique annuelle de 13,7 °C. Le cumul annuel moyen de précipitations est de 733 mm, avec 12,2 jours de précipitations en janvier et 8,5 jours en juillet. Pour la période 1991-2020, la température moyenne annuelle observée sur la station météorologique la plus proche, située sur la commune de Bernay à 12 km à vol d'oiseau, est de 10,9 °C et le cumul annuel moyen de précipitations est de 666,9 mm,. Pour l'avenir, les paramètres climatiques de la commune estimés pour 2050 selon différents scénarios d’émission de gaz à effet de serre sont consultables sur un site dédié publié par Météo-France en novembre 2022.

## Urbanisme

### Typologie
Au 1er janvier 2024, Beaumontel est catégorisée commune rurale à habitat dispersé, selon la nouvelle grille communale de densité à 7 niveaux définie par l'Insee en 2022.
Elle appartient à l'unité urbaine de Beaumont-le-Roger, une agglomération intra-départementale dont elle est une commune de la banlieue,. La commune est en outre hors attraction des villes,.

### Occupation des sols
L'occupation des sols de la commune, telle qu'elle ressort de la base de données européenne d’occupation biophysique des sols Corine Land Cover (CLC), est marquée par l'importance des territoires agricoles (86,2 % en 2018), en diminution par rapport à 1990 (91,9 %). La répartition détaillée en 2018 est la suivante : 
terres arables (64,6 %), prairies (17,7 %), forêts (7,7 %), zones urbanisées (6,1 %), zones agricoles hétérogènes (3,9 %). L'évolution de l’occupation des sols de la commune et de ses infrastructures peut être observée sur les différentes représentations cartographiques du territoire : la carte de Cassini (XVIIIe siècle), la carte d'état-major (1820-1866) et les cartes ou photos aériennes de l'IGN pour la période actuelle (1950 à aujourd'hui).

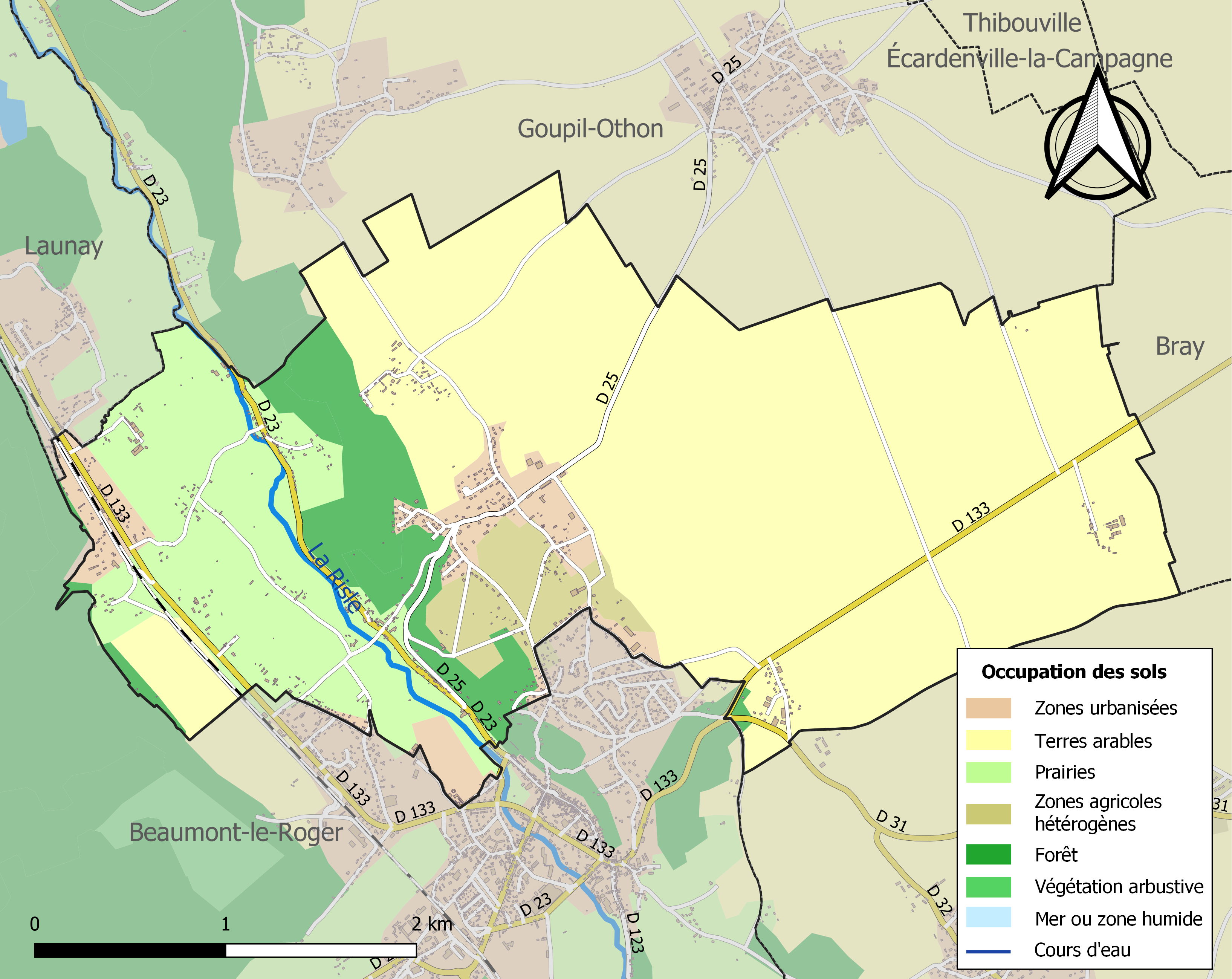
Carte des infrastructures et de l'occupation des sols de la commune en 2018 (CLC).

## Toponymie
L'ancien nom de Beaumontel est Belmontel vers l'an 1000, Bellus montellus en 1088 (charte du comte Galleran), Bellus moncellus en 1214, Belmontellus et Bellus monticulus en 1217, Bomontel en 1738.
Dérivé du nom du lieu voisin Beaumont-le-Roger. Cette appellation surprend pour une agglomération de vallée ; en réalité, elle correspond sans doute à une légère élévation, peut-être une motte féodale.

## Histoire

### Origines
Le village est un démembrement de Beaumont-le-Roger et leurs origines sont communes ; ainsi, Beaumontel appartenait aux ducs de Normandie et fut donnée à Judith de Bretagne puis remise aux religieux de Bernay.
Du début du XVe siècle à la Révolution, le domaine a appartenu à la famille du Val.

### Seconde Guerre mondiale
Dès 1939, des Britanniques ont conçu l'installation d'un vaste champ d'aviation, à Beaumontel. Or, ce plan fut exploité, puis réalisé par les Allemands.
De 1943 à 1944, près de 31 bombardements importants, tous commandés par l'Air Force américaine, rasèrent une partie du village.

### Histoire contemporaine
Dans la nuit du 7 au 8 février 2001, des intempéries causèrent de profonds dégâts ; l'un des pans mur de soutènement de l'église Saint-Pierre s'effondre. Par mesure de sécurité, le restaurant du village, Le Diable Rouge - Le Pépino ferme ses portes temporairement, tout comme l'école du village.

## Économie
L'économie s'est basée sur l'utilisation de la force électrique de l'eau, notamment pour la meunerie.
Les industries suivantes se sont également installées à Beaumontel :
- l'exploitation de carrières de silex ;
- la fabrication de charbon de bois ;
- une usine de tissage de mèches de coton ;
- une fabrique de pâtes alimentaires.

## Politique et administration
| Période | Période  | Identité             | Étiquette   | Qualité                |
| ------- | -------- | -------------------- | ----------- | ---------------------- |
| 1837    | 1851     | Charles Leconte      |             |                        |
| 1851    | 1852     | Pacifique Deschesnes |             |                        |
| 1852    | 1860     | Frédéric Hervieu     |             |                        |
| 1860    | 1862     | François Sanson      |             |                        |
| 1862    | 1878     | Jean François Duclos |             |                        |
| 1878    | 1886     | Charles Pollard      |             |                        |
| 1886    | 1888     | Frédéric Hervieu     |             |                        |
| 1888    | 1904     | Charles Pollard      |             |                        |
| 1904    | 1912     | Léon Dubos           |             |                        |
| 1912    | 1919     | Gustave Bellouin     |             |                        |
| 1919    | 1921     | Victor Mousillion    |             |                        |
| 1921    | 1924     | Lucien Texier        |             |                        |
| 1924    | 1945     | Charles Hue          |             |                        |
| 1945    | 1971     | Marcel Plot          |             |                        |
| 1971    | 1983     | Pierre Hervieu       |             |                        |
| 1983    | 2001     | André Plot           | SE          | Agriculteur            |
| 2001    | 2020     | Anne-Marie Leconte   | SE puis DLF | Clerc de notaire       |
| 2020    | En cours | Sylvie Desprès       | SE          | Professeure des écoles |

Le 15 mars 2020, à l'issue du premier tour des élections municipales, la liste « Bien vivre à Beaumontel », conduite par Sylvie Desprès, remporte l'intégralité des sièges du conseil municipal face à une autre liste dirigée par Michel Dinas, qui n'obtient pour sa part aucune représentation.

## Démographie
L'évolution du nombre d'habitants est connue à travers les recensements de la population effectués dans la commune depuis 1793. Pour les communes de moins de 10 000 habitants, une enquête de recensement portant sur toute la population est réalisée tous les cinq ans, les populations de référence des années intermédiaires étant quant à elles estimées par interpolation ou extrapolation. Pour la commune, le premier recensement exhaustif entrant dans le cadre du nouveau dispositif a été réalisé en 2008.
En 2022, la commune comptait 634 habitants, en évolution de −4,8 % par rapport à 2016 (Eure : −0,25 %, France hors Mayotte : +2,11 %).
| 1793 | 1800 | 1806 | 1821 | 1831 | 1836 | 1841 | 1846 | 1851 |
| ---- | ---- | ---- | ---- | ---- | ---- | ---- | ---- | ---- |
| 551  | 671  | 609  | 640  | 670  | 721  | 673  | 666  | 599  |

| 1856 | 1861 | 1866 | 1872 | 1876 | 1881 | 1886 | 1891 | 1896 |
| ---- | ---- | ---- | ---- | ---- | ---- | ---- | ---- | ---- |
| 645  | 609  | 599  | 533  | 553  | 529  | 511  | 506  | 462  |

| 1901 | 1906 | 1911 | 1921 | 1926 | 1931 | 1936 | 1946 | 1954 |
| ---- | ---- | ---- | ---- | ---- | ---- | ---- | ---- | ---- |
| 456  | 478  | 480  | 450  | 427  | 423  | 430  | 431  | 513  |

| 1962 | 1968 | 1975 | 1982 | 1990 | 1999 | 2006 | 2008 | 2013 |
| ---- | ---- | ---- | ---- | ---- | ---- | ---- | ---- | ---- |
| 516  | 533  | 617  | 763  | 745  | 715  | 715  | 715  | 678  |

| 2018 | 2022 | - | - | - | - | - | - | - |
| ---- | ---- | - | - | - | - | - | - | - |
| 647  | 634  | - | - | - | - | - | - | - |

## Culture locale et patrimoine

### Lieux et monuments
La commune de Beaumontel compte deux édifices inscrits au titre des monuments historiques :
- l'église Saint-Pierre (XIIIe, XVe et XVIe)  Classée MH (1862)  Inscrite MH (1978)[28]. L'ensemble de l'église fait l'objet de l'inscription à l'exception du clocher Renaissance qui fait l'objet, lui, du classement. La nef et le chœur datent du XIIIe siècle ; la tour clocher et la flèche, du XVe siècle ; la chapelle Sud, du XVIe siècle. L'église était placée sous le patronage du collège de Beaumont-le-Roger, puis de l'abbé du Bec.
- le château dit ferme Hervieu[29]. (du XVIIIe siècle à l'origine) au lieu-dit Beaumont-la-Ville,  Inscrit MH (2015)[30],[31]. Après avoir été sinistré, ce château a été reconstruit entre 1948 et 1951 (architecte : Robert Feuillade).

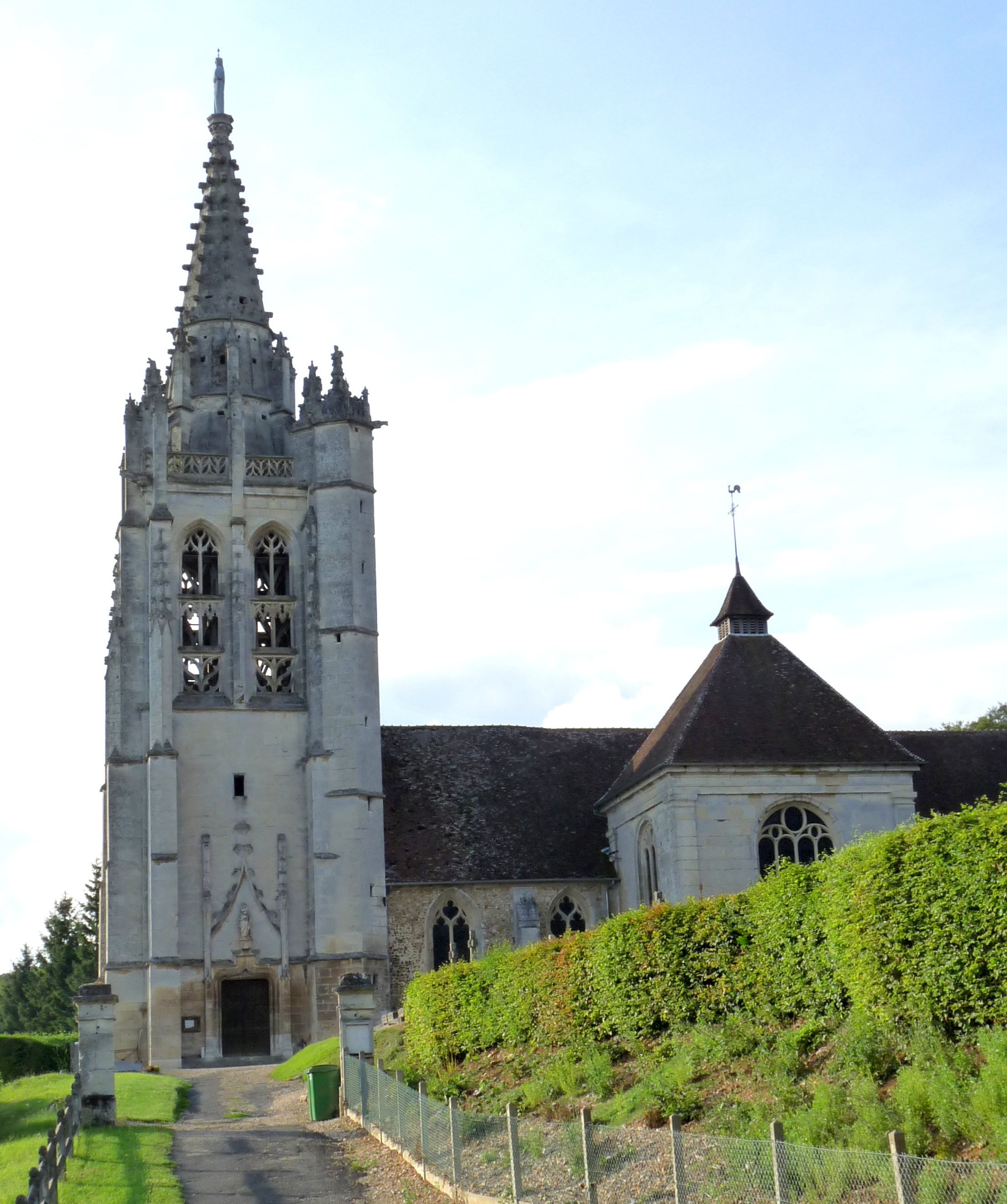
Église Saint-Pierre.
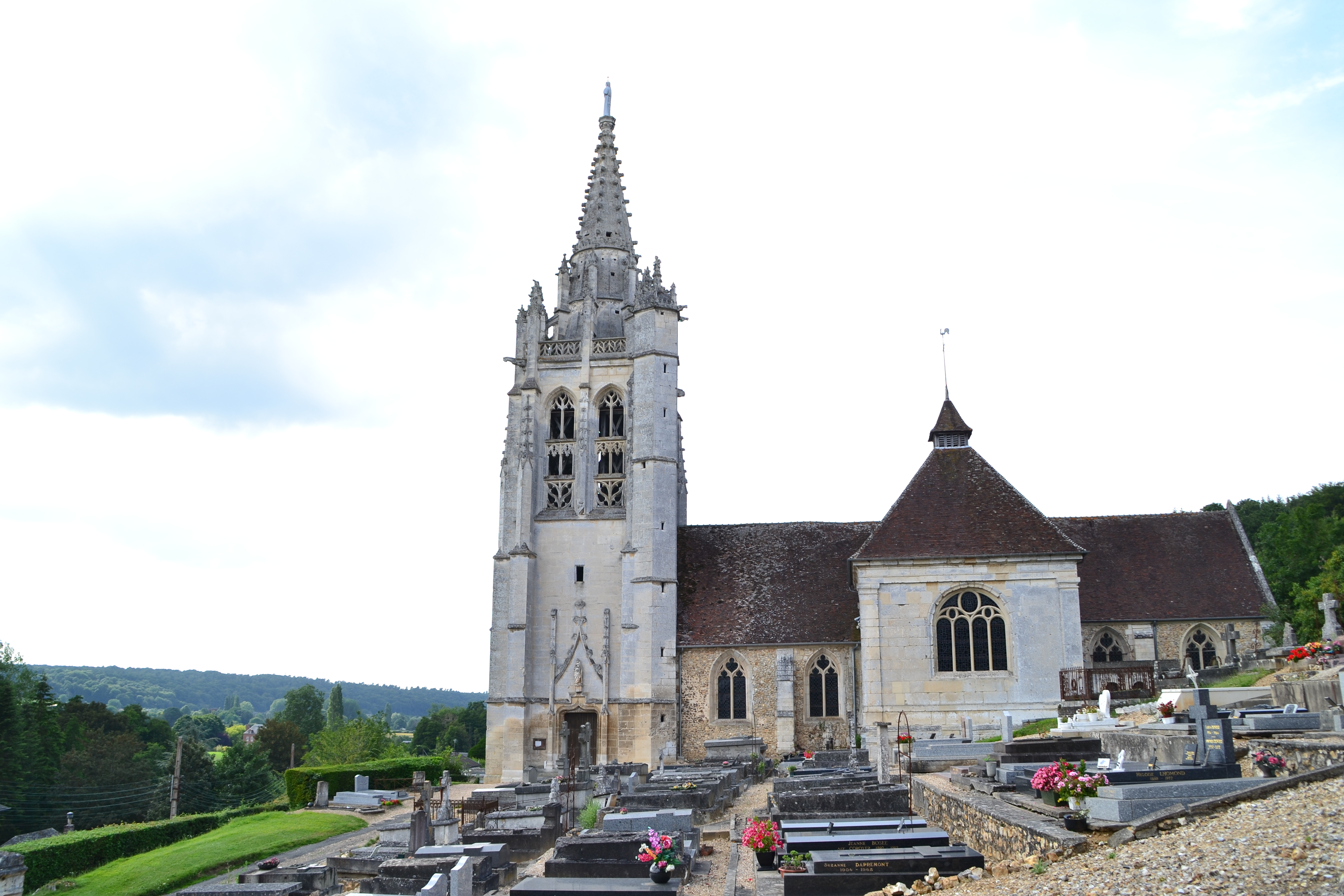
Église Saint-Pierre.
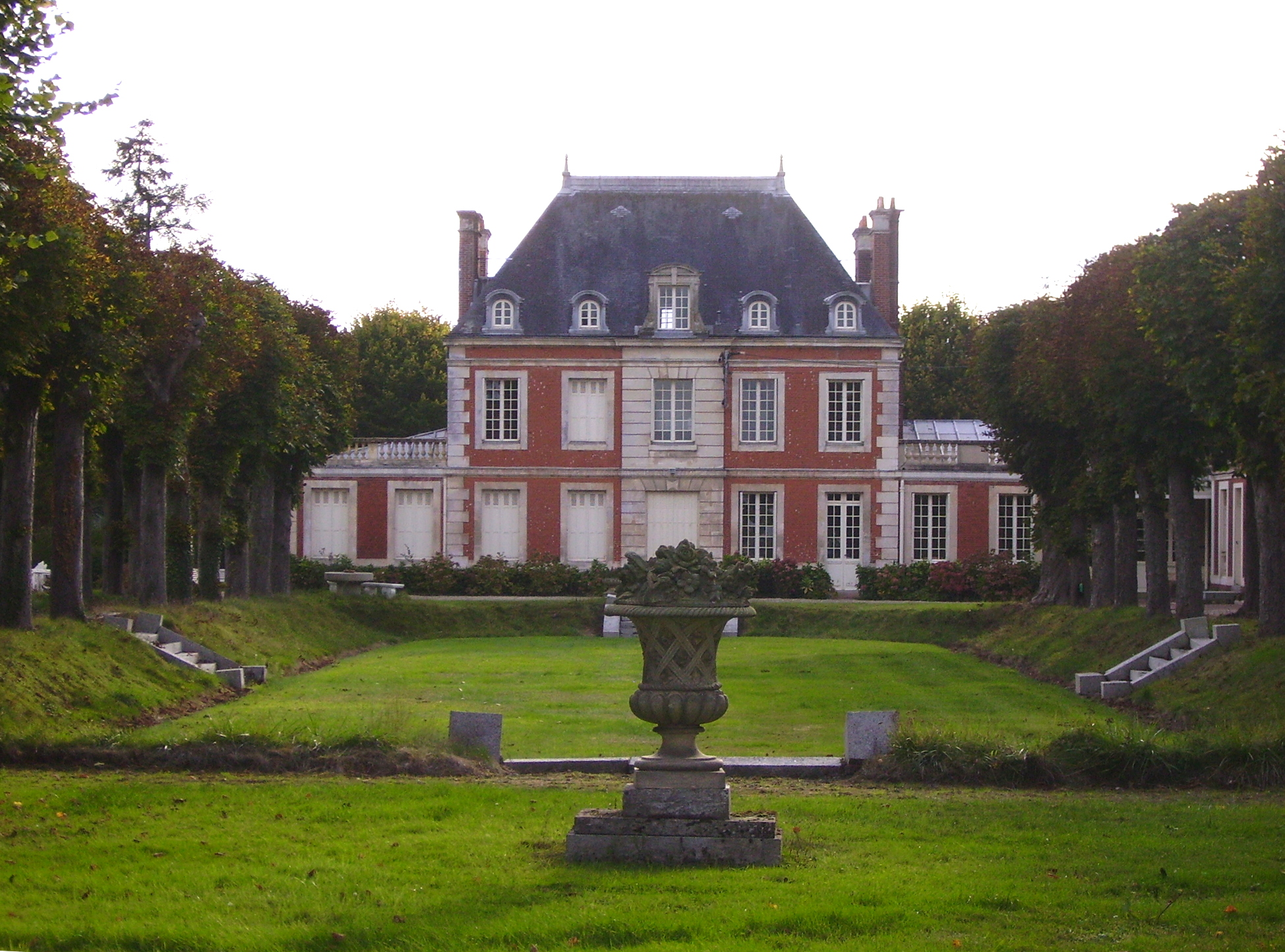
Façade arrière du domaine Hervieu.

Par ailleurs, de nombreux autres édifices sont inscrits à l'inventaire général du patrimoine culturel :
- le presbytère du XVIIIe siècle[32] ;
- cinq manoirs : le premier du XVIIe siècle au lieu-dit Pierrelaye[33] ; le deuxième des XVIIe et XVIIIe siècles au lieu-dit la Plardière[34] ; le troisième du XVIIe siècle au lieu-dit Beaumont-la-Ville[35] ; le quatrième des XVIIe et XVIIIe siècles au lieu-dit le Bosc-Anglier[36] ; le cinquième des XVIIe et XIXe siècles au lieu-dit la Herpinière[37] ;
- la ferme des Moines (XVIIe) au lieu-dit Beaumont-la-Ville[38] ;
- une ferme du XVIIIe siècle au lieu-dit Luisigneul[39] ;
- la maladrerie (et chapelle) au hameau de Saint-Laurent (XIIe siècle). Elle était placée sous le patronage du roi de France, puis du chapitre de Cléry. Les biens ont été unis à l'hospice d'Harcourt en 1696. Cet édifice fut détruit partiellement au cours du XIXe siècle, puis totalement lors de bombardements en 1939 et en 1945.

Autre lieu :
- Le parc Parissot, légué par Albert Parissot.

### Patrimoine naturel

#### Natura 2000
- Risle, Guiel, Charentonne[40].

#### ZNIEFF de type 1
- Les souterrains de Beaumontel[41] ;
- Les prairies du clos Philippe[42].

#### ZNIEFF de type 2
- La vallée de la Risle de la Ferrière-sur-Risle à Brionne, la forêt de Beaumont, la basse vallée de la Charentonne[43].

### Personnalités liées à la commune
- Albert Parissot (1845-1911), homme politique français, a possédé le parc auquel son nom a été donné.
- L'abbé Cirette, dont la guérison miraculeuse à Lourdes a été reconnue par l'Église catholique.
- Bertrand Hervieu (né en 1948), sociologue et conseiller ministériel.
- Clément Hervieu-Léger (né en 1977), acteur et metteur en scène à la Comédie Française.

### Héraldique
| Armes de Beaumontel | Elles peuvent se blasonner ainsi aujourd’hui : Coupé, au premier de gueules à l'inscription BEAUMONTEL surmontée à dextre de la date 1668 et à senestre de la date 1405, en lettres capitales, le tout d'or, au second parti, au premier d'argent à la bande de gueules, au second d'or au lion de gueules, enté en pointe du même. |